# 前131年
| 千纪： | 前1千纪 |
| 世纪： | 前3世纪 \| 前2世纪 \| 前1世纪                                                                                         |
| 年代： | 前160年代 \| 前150年代 \| 前140年代 \| 前130年代 \| 前120年代 \| 前110年代 \| 前100年代                               |
| 年份： | 前136年 \| 前135年 \| 前134年 \| 前133年 \| 前132年 \| 前131年 \| 前130年 \| 前129年 \| 前128年 \| 前127年 \| 前126年 |
| 纪年： | 西汉元光四年 |

## 大事记
窦婴至交灌夫因在酒席中对田蚡出言不逊，被田蚡以先前所犯罪名逮捕下狱，并被判处死刑。

## 逝世
- 窦婴[2]